# Ghattadahalli, Mudigere
Ghattadahalli là một làng thuộc tehsil Mudigere, huyện Chikmagalur, bang Karnataka, Ấn Độ.